# Bohain-en-Vermandois

Bohain-en-Vermandois este o comună în departamentul Aisne din nordul Franței. În 1 ianuarie 2022 avea o populație de 5.724 de locuitori.